# Maria Tomba Homem
Maria Tomba Homem, também conhecido pelo título de trabalho O Jeca e a Maria Tomba Homem, foi um projeto cinematográfico idealizado pelo renomado cineasta, ator, comediante e cantor brasileiro Amácio Mazzaropi. Previsto para ser seu 33º longa-metragem e com lançamento estimado para 1981, o filme teve sua produção interrompida antes do início das filmagens devido ao agravamento da saúde de Mazzaropi em 1980. O cineasta veio a falecer em junho de 1981, vítima de um câncer na medula óssea, o que tornou Maria Tomba Homem o último projeto em que trabalhou, embora nunca concretizado.

## Contexto e Antecedentes
No final da década de 1970 e início dos anos 1980, Amácio Mazzaropi já era uma figura consolidada e um fenômeno de bilheteria no cinema brasileiro. Seus filmes, produzidos por sua própria empresa, a PAM Filmes (Produções Amácio Mazzaropi), atraíam milhões de espectadores, especialmente das classes populares, que se identificavam com seu personagem icônico, o Jeca. Este personagem, embora com variações, mantinha uma essência de homem simples do campo, astuto e crítico dos costumes urbanos e das injustiças sociais, sempre permeado por um humor ingênuo e, por vezes, satírico.
Maria Tomba Homem surgia em um momento em que Mazzaropi continuava a explorar as facetas desse universo caipira, frequentemente contrastando-o com a modernidade e as complexidades da vida urbana. Seus filmes anteriores, como Jeca e seu filho preto (1978) e A Banda das Velhas Virgens (1979), demonstravam sua capacidade de abordar temas sociais relevantes, como racismo e moralismo, sob o véu da comédia. O último filme lançado em vida por Mazzaropi foi O Jeca e a Égua Milagrosa (1980), que seguiu sua fórmula de sucesso.

## O Projeto
Pouco se sabe sobre os detalhes específicos do enredo de Maria Tomba Homem. O título sugere uma personagem feminina forte e possivelmente intimidadora, que serviria de contraponto cômico e dramático ao Jeca de Mazzaropi. A expressão "tomba homem" é popularmente usada no Brasil para descrever uma mulher sedutora, irresistível ou que subjuga os homens. A dinâmica entre o Jeca e essa "Maria Tomba Homem" certamente seria o motor da narrativa, explorando situações de confronto, sedução e, possivelmente, redenção ou aprendizado para ambos os personagens.
Especula-se que o roteiro, como era usual em suas produções, estava sendo desenvolvido pelo próprio Mazzaropi, talvez com a colaboração de seus parceiros habituais. A expectativa era de que o filme seguisse a estrutura de comédia com elementos de drama social, característica marcante de sua obra. A pré-produção estaria em seus estágios iniciais quando a doença de Mazzaropi se manifestou de forma mais severa, impedindo o avanço do projeto.

### Possíveis Temas e Abordagens
Considerando a filmografia de Mazzaropi e o título sugestivo, Maria Tomba Homem poderia ter explorado temas como:
- Empoderamento feminino e papéis de gênero: A figura de uma "Maria Tomba Homem" poderia desafiar os papéis tradicionais de gênero no ambiente rural, oferecendo uma perspectiva interessante sobre a força feminina.
- Conflito entre tradição e modernidade: Um tema recorrente em seus filmes, que poderia ser representado pela interação do Jeca com uma mulher de atitude mais arrojada ou independente.
- Crítica social: Como de costume, Mazzaropi poderia utilizar o humor para tecer críticas a costumes, preconceitos ou desigualdades sociais.
- O Jeca em novas situações: O filme representaria mais uma aventura de seu personagem mais famoso, colocando-o diante de desafios e personagens inéditos.

## Cancelamento e o Legado de um Filme Não Nascido
Em 1980, Amácio Mazzaropi foi diagnosticado com câncer. Sua saúde deteriorou-se rapidamente, forçando-o a abandonar todos os seus projetos, incluindo Maria Tomba Homem. Ele passou seus últimos meses internado, e o filme que seria sua 33ª obra cinematográfica nunca saiu do papel.
A não realização de Maria Tomba Homem é lamentada por fãs e estudiosos de sua obra, pois representa o silenciamento abrupto de uma das vozes mais populares e autênticas do cinema brasileiro. O filme permanece como um "e se?" na história do cinema nacional, um testemunho do fôlego criativo de Mazzaropi, interrompido prematuramente. O projeto simboliza o último ato de uma carreira dedicada a retratar o Brasil profundo e suas gentes, um legado que transcende os filmes efetivamente produzidos e reside também naqueles que permaneceram no campo da imaginação.
A ausência deste filme na sua vasta filmografia deixa uma lacuna, especialmente por ser o projeto em que o cineasta depositava suas energias finais. O título, por si só, instiga a curiosidade sobre que tipo de narrativa e personagem Mazzaropi estaria preparando para seu público.

## Ficha Técnica Projetada
- Direção: Amácio Mazzaropi
- Roteiro: Amácio Mazzaropi (e possíveis colaboradores)
- Produção: Amácio Mazzaropi
- Produtora: PAM Filmes (Produções Amácio Mazzaropi)
- Elenco Principal: Amácio Mazzaropi (como o Jeca)
- Gênero: Comédia dramática, Comédia caipira
- Música: A cargo de um de seus colaboradores musicais habituais (e.g., Hector Lagna Fietta) ou canções de domínio popular.
- Fotografia: Possivelmente Pio Zamuner ou Adhemar Gatti, diretores de fotografia frequentes em seus filmes.
- Ano de Produção Previsto: 1980/1981
- Status: Cancelado devido ao falecimento do diretor.

## Ver Também
- Amácio Mazzaropi
- Filmografia de Amácio Mazzaropi
- PAM Filmes
- Jeca Tatu
- Cinema do Brasil